# Białobrzegi (Lubartów)
Pour les articles homonymes, voir Białobrzegi (homonymie).
Białobrzegi (prononciation : [bjawɔˈbʐɛɡi]) est un village polonais de la gmina de Kock dans le powiat de Lubartów de la voïvodie de Lublin dans l'est de la Pologne.
Il se situe à environ 3 kilomètres au sud-ouest de Kock (siège de la gmina), 23 kilomètres au nord-ouest de Lubartów (siège du powiat) et 45 kilomètres au nord de Lublin (capitale de la voïvodie).
Le village comptait approximativement une population de 473 habitants en 2010.

## Histoire
De 1975 à 1998, le village est attaché administrativement à l'ancienne Voïvodie de Lublin.

Depuis 1999, il fait partie de la nouvelle voïvodie de Lublin.